# NGC 1544
NGC 1544 је спирална галаксија у сазвежђу Цефеј која се налази на NGC листи објеката дубоког неба.
Деклинација објекта је + 86° 13' 22" а ректасцензија 5h 2m 36,2s. Привидна величина (магнитуда) објекта NGC 1544 износи 13,6 а фотографска магнитуда 14,5. NGC 1544 је још познат и под ознакама UGC 3160, MCG 14-3-6, CGCG 361-11, CGCG 370-1A, KARA 143, NPM1G +86.0007, CGCG 362-4, PGC 16608.